# Hagelkreuz (Büderich)

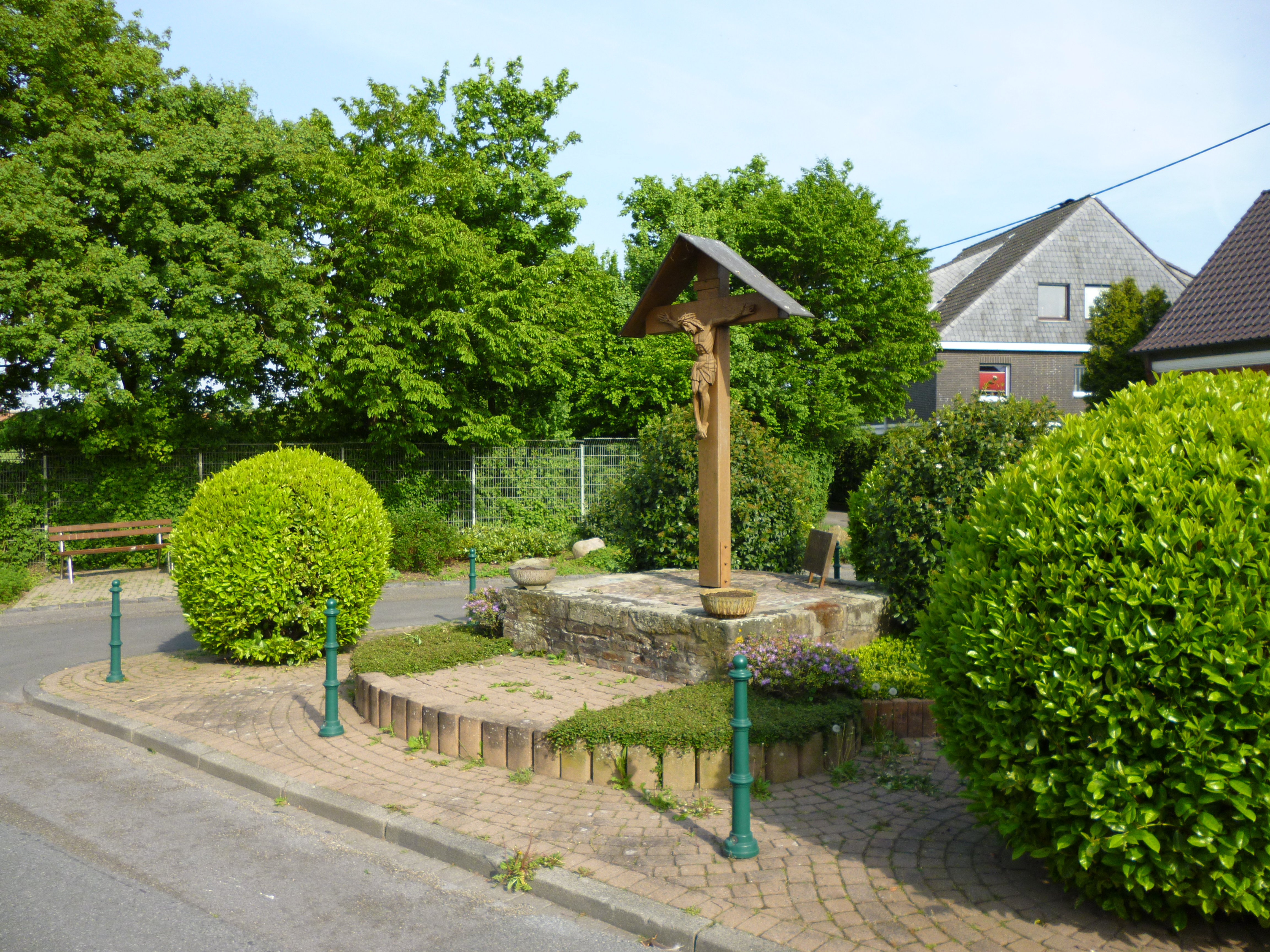
Hagelkreuz in Büderich

Das Hagelkreuz in Büderich ist ein Wetterkreuz in der Nähe des Rheindeiches am nach ihm benannten Hagelkreuzweg.
Um den Segen Gottes hinsichtlich guten Wetters zu erflehen, wurden zu Christi Himmelfahrt Bittprozessionen zum Hagelkreuz abgehalten.

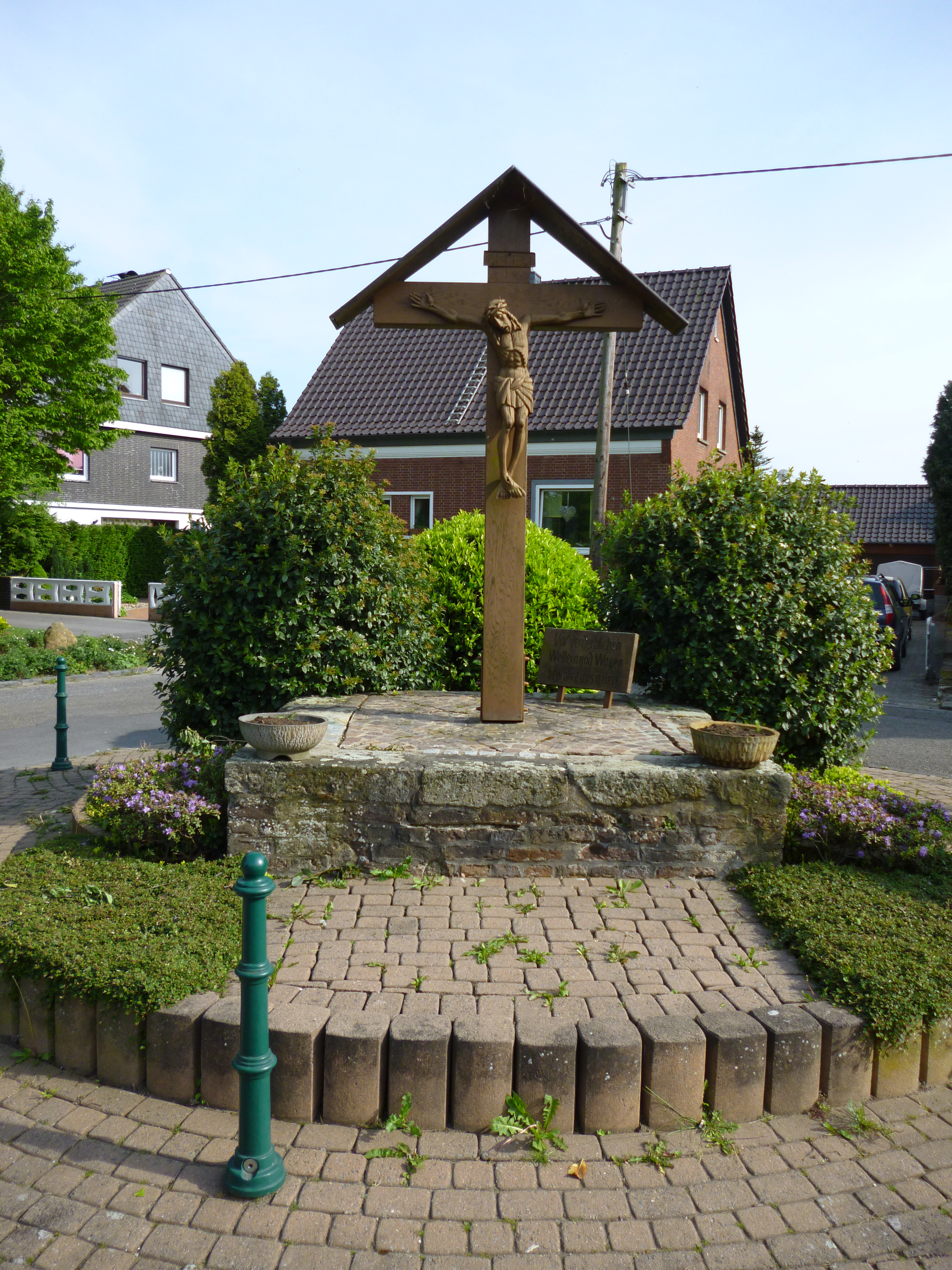
Hagelkreuz in Büderich

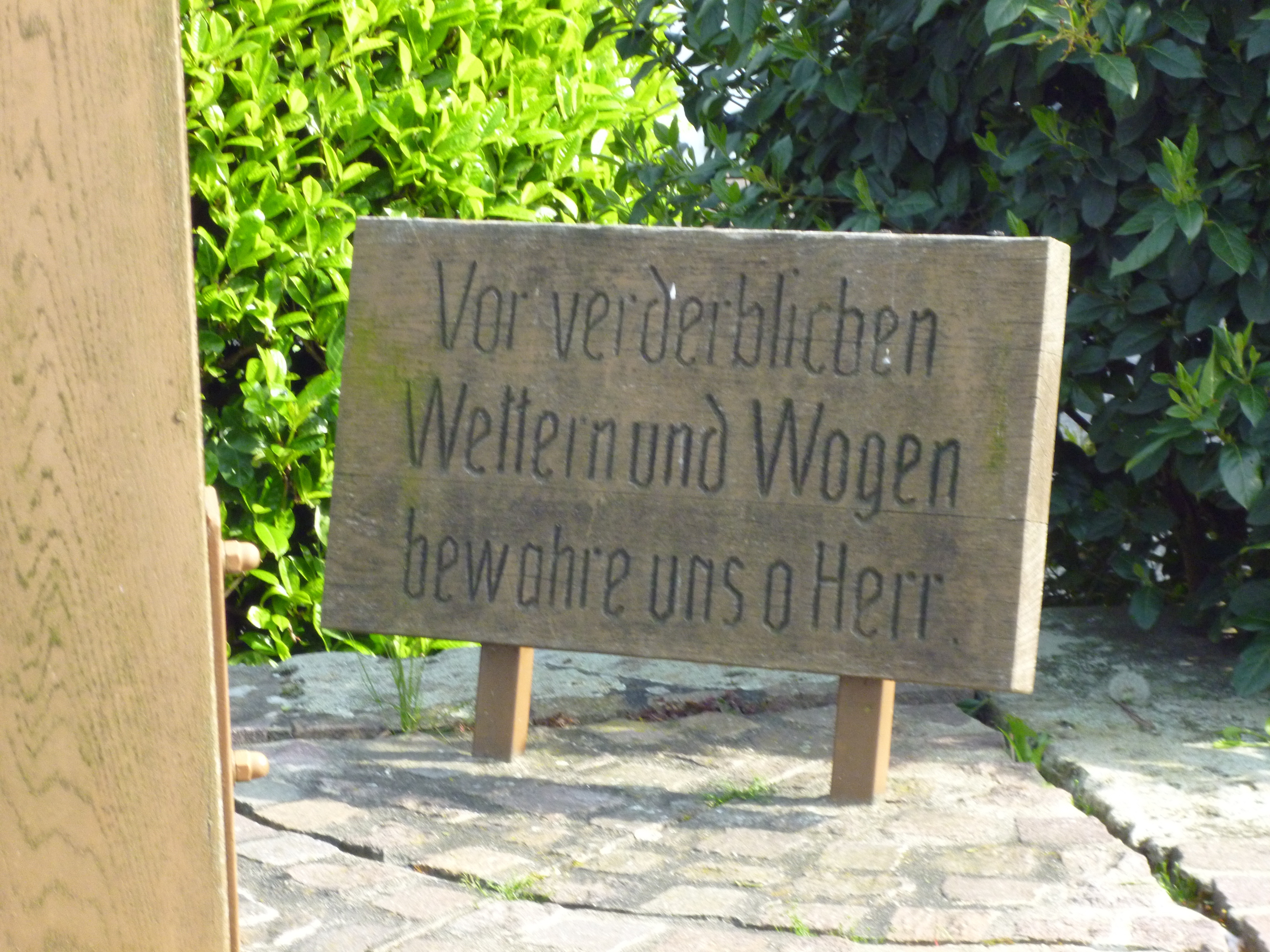
Vor verderblichen Wettern und Wogen bewahre uns o Herr

Die Prozession ist bereits von der alten Stadt Büderich aus belegt. Später wurde von Neu-Büderich – dem heutigen Ort Büderich – zum Hagelkreuz prozessiert. So schreibt Johann Heinrich Schoofs 1880 in seiner Chronik Geschichte der katholischen Gemeinde in Büderich:
Schon 1700 beantragte der Kirchen-Vorstand beim Pastor, dass die Kirchweih-Prozession wieder nach alter Weise solle gehalten werden.[…] Darnach wurde auch das Hagelkreuz im Felde an seiner alten Stelle wieder aufgerichtet. Zwar warfen es die Reformirten gewaltsam wieder um; aber das Gericht und die Regierung zu Cleve erkannten den Katholiken das Recht zu, ein solches hinzustellen, weil zwei alte Männer aus den Protestanten, Jan Berkerhoff und Jan Dryssen, es selbst eidlich bezeugten, dass die Katholiken in ihrer Jugendzeit ein solches Hagelkreuz im Felde gehabt hätten. Von da an fanden die Bittgänge in der Bittwoche, die Frohnleichnams-Procession und die Kirchweih-Procession wiederum regelmässig statt.
Des Weiteren heißt es: Das Hagelkreuz betreffend bezeugt Johann Driessen, lutherischer Religion, 88 Jahre alt, dass ein Hagelkreuz dagewesen und er es gesehen habe, und es von den Holländern abgeworfen sei. Die Uebrigen wissen auch wohl, dass Anno 1690 wieder eins hingesetzt aber abgeworfen worden. Commissar hat gesetzet: „permittatur, eins wieder hinzusetzen“.[…]
„Ein fast noch schlimmeres Jahr, als das Jahr 1784, wurde für Büderich das Jahr 1787. Am 22. Juli brach des Mittags gegen drei Uhr urplötzlich ein schreckliches Ungewitter aus. Es war mit furchtbarem Sturmwinde und starkem Hagel verbunden. Alle Fenstergläser gegen Westen wurden zerschmettert; und fast die ganze Ernte, weil erst wenig Wintergerste gemäht war, im Büdericher Feld und in Gest zerschlagen. Die Hagelkörner waren durchschnittlich so gross wie Taubeneier. Selbst mehre Dachziegel wurden vom Hagel entzwei geschlagen. Das Stroh auf den Aeckern war so in den Boden geschlagen, als wenn Hunderte von Menschen es absichtlich zerstampft hätten“. Der Schilderung dieses Unglücks setzt der Pfarrer die Worte hinzu: „Gott bewahre unsere Nachkommen vor solchem Ungewitter“. In Folge dieses Unglückes ist es in Büderich bis auf den heutigen Tag Sitte geblieben, dass, Wer immer kann, mit allem Eifer an der Prozession zum Hagelkreuze sich betheiligt.